# Wilhelm Albrecht Christian von Mahrenholtz
Wilhelm Albrecht Christian von Mahrenholtz, auch Marenholtz, (* 15. November 1752; † 18. Dezember 1808 in Braunschweig) war Braunschweigischer Landdrost und Kammerherr und zur Zeit der Besetzung Braunschweigs durch Truppen Napoleon Bonapartes von 1807 bis 1808 der erste „Maire“ (frz. für Bürgermeister) der Stadt Braunschweig.

## Leben
Er entstammte dem braunschweigischen Adelsgeschlecht Marenholtz. In erster Ehe heiratete er am 23. August 1777 Wilhelmine Friederike von Korff, die 1787 verstarb. 1788 heiratete er in zweiter Ehe die über 16 Jahre jüngere Georgine Charlotte Auguste, geb. Gräfin von Hardenberg (1769–1845), Tochter von Hans Ernst von Hardenberg und dessen Ehefrau Anna Eleonore Katharina, geb. von Wangenheim. Aus dieser Ehe stammte der Sohn August Ernst Christian Wilhelm von Mahrenholtz (19. Januar 1789 – 1. Februar 1865). Mitte der 1790er Jahre ließ sich seine zweite Frau von ihm scheiden, um erst 1809 Benjamin Constant zu heiraten.

### „Maire“ von Braunschweig

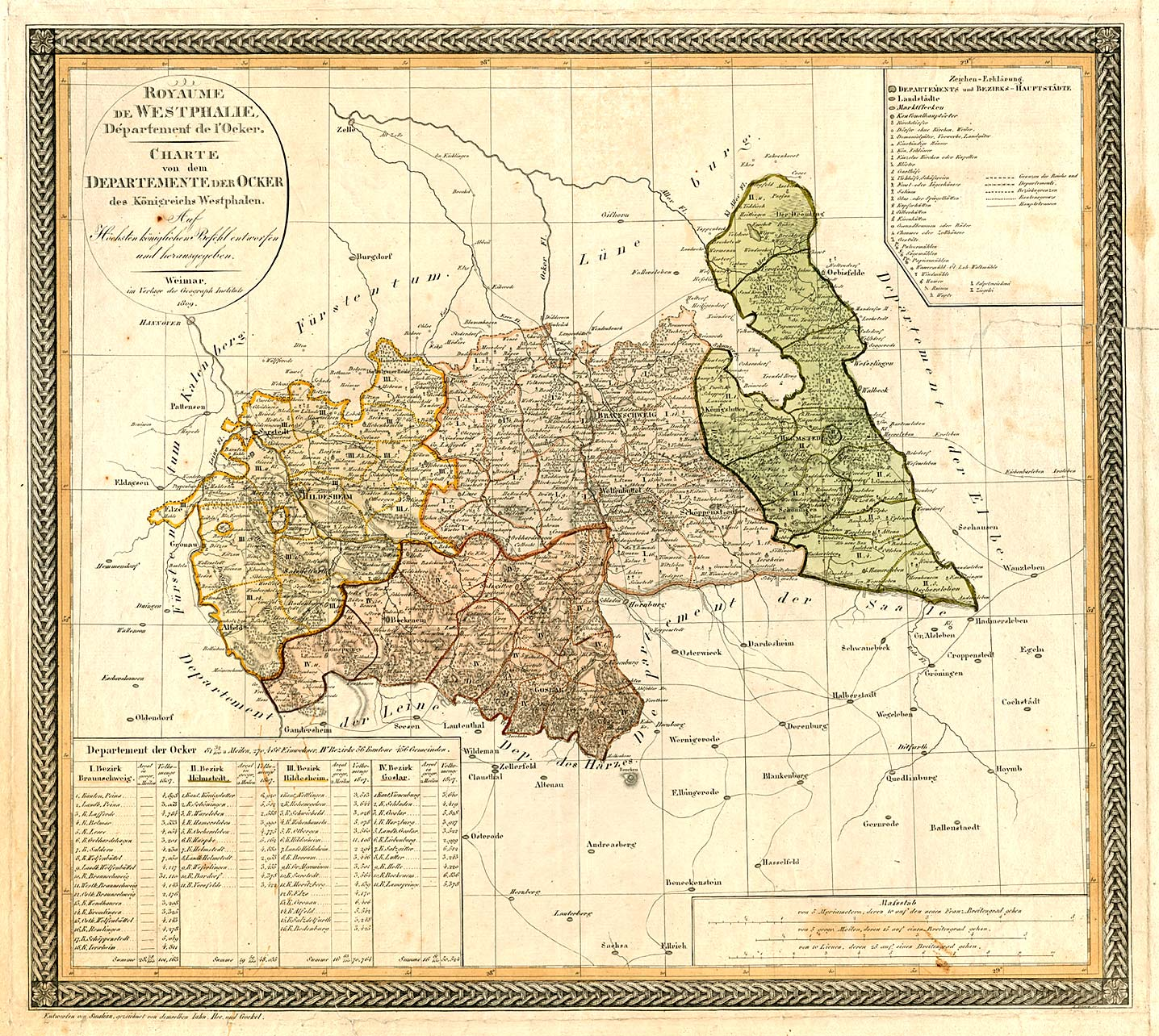
Das Département de l'Ocker 1809

→ Hauptartikel: Braunschweiger Franzosenzeit
Das Herzogtum Braunschweig-Lüneburg war, wie andere Teile Deutschlands, nach der verlorenen Schlacht bei Jena und Auerstedt im Jahre 1806 von napoleonischen Truppen besetzt worden. Das Herzogtum wurde von den Franzosen aufgelöst und als Département de l’Ocker in das neu geschaffene Königreich Westphalen eingegliedert. Braunschweig war die Hauptstadt dieses Departements.
Am 24. Dezember 1807 wurden die Braunschweigische Landesregierung unter Anton von Wolffradt und die Stadtverwaltung unter Bürgermeister Johann Heinrich Wilmerding aufgelöst. Dem Departement stand Friedrich Henneberg als Präfekt vor, Wilhelm Albrecht Christian von Mahrenholtz wurde zum ersten „Maire“ der Stadt ernannt. Mahrenholtz verstarb 56-jährig am 18. Dezember 1808. Friedrich Ludwig von Münchhausen wurde am 31. Januar 1809 zu seinem Amtsnachfolger ernannt und hatte dieses Amt bis zum Abzug der französischen Besatzung Ende 1813 inne.